# Julissa Villanueva
Julissa Villanueva, född 12 maj 1972 i Tegucigalpa, Honduras, är en honduransk läkare och chef över den enhet som arbetar med rättsmedicin vid Honduras offentliga åklagarmyndighet.
I sitt arbete har Villanueva engagerat sig i frågor som rör kvinnor och barn. I samarbete med spanska kollegor har hon utvecklat ett program kallat DNA Prokids, vars syfte är att förebygga människohandel och då särskilt handel med barn. Hon har även engagerat sig i att med hjälp av DNA, identifiera kroppar av migranter som förlorat sina liv på flykt. 
Julissa Villanueva tilldelades år 2018 International Women of Courage Award.